# Ouli
Ouli est une commune du Cameroun située dans la région de l'Est et le département de la Kadey, à la frontière avec la République centrafricaine. Son ressort territorial couvre celui de l'arrondissement de Mbotoro.

## Structure administrative de la commune
Outre Ouli proprement dit, la commune comprend les localités suivantes :
- Bengue Tiko
- Boden
- Bombe-Nasse
- Bounou
- Gbali
- Mbelebina
- Mborgokou
- Moïnam
- Nambona
- Ndambi II
- Oussounou
- Tamounegueze
- Tapata
- Tocktoyo
- Zimbi
- Zoungabona